# Prügelnonne

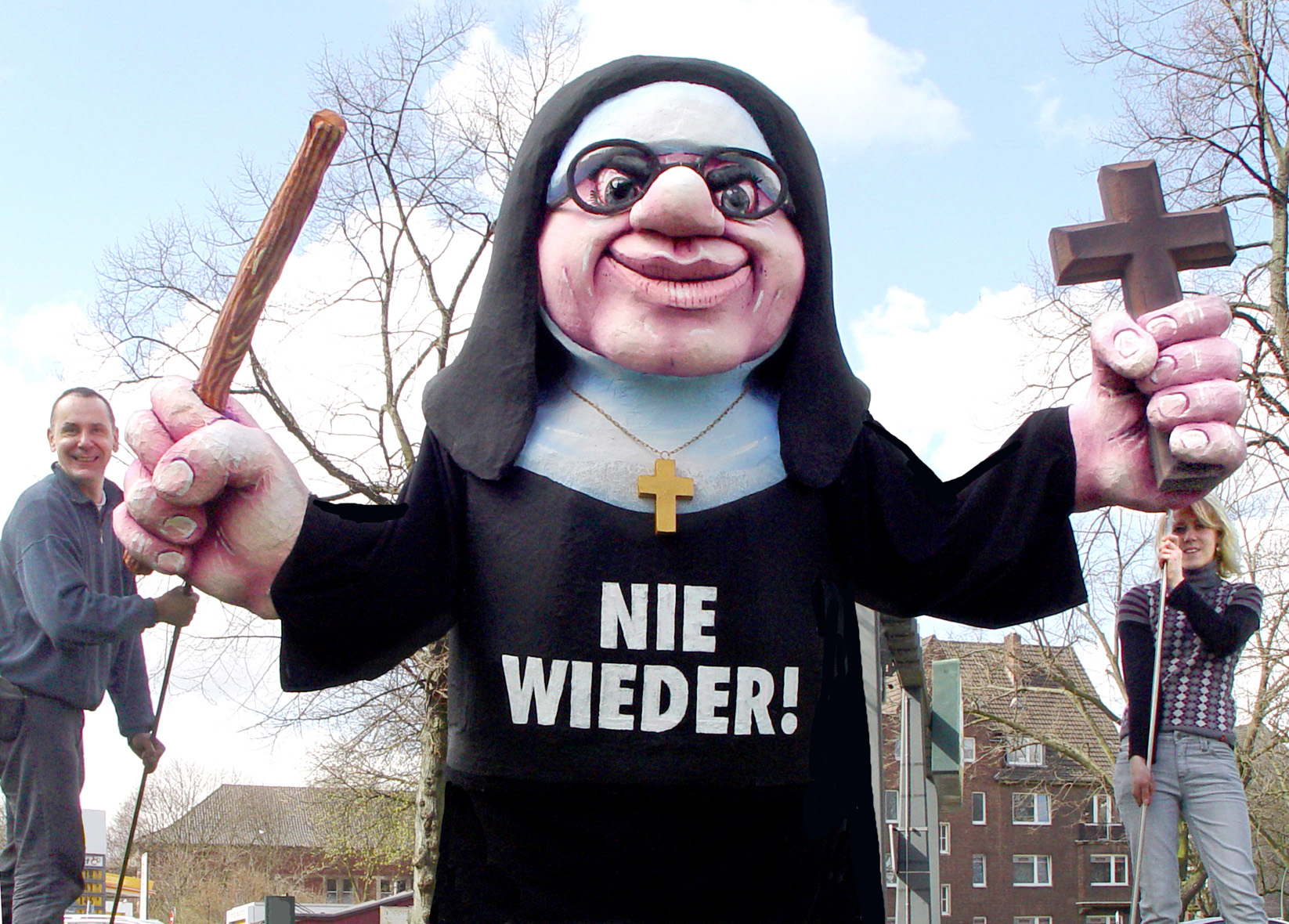
Prügelnonne (2010)

Die Prügelnonne ist eine mobile Großplastik des Künstlers Jacques Tilly. Sie besteht aus Pappmaschee und besitzt eine Größe von drei Metern. Sie zeigt eine Nonne als Erzieherin mit Rohrstock und Kruzifix in den Händen. Die Plastik trägt die Aufschrift „Nie wieder!“. Sie spielt auf erzieherischen Missbrauch in Heimen und Internaten an. Tilly fertigte die Plastik für die Demonstration ehemaliger Heimkinder am 15. April 2010 in Berlin an. Die Materialkosten übernahm die Giordano-Bruno-Stiftung. Anlässlich des Ökumenischen Kirchentags 2010 nahm die Plastik an einer Demonstration am 13. Mai 2010 in der Innenstadt Münchens teil. Während des Papstbesuchs 2011 wurde die Plastik auf einer Demonstration auf dem Potsdamer Platz in Berlin am 22. September 2011 gezeigt.